# Preisstopp
Als Preisstopp wird in der Wirtschaftspolitik die Preisbindung von Marktpreisen durch staatliche Anordnung verstanden.

## Allgemeines
In marktwirtschaftlichen Systemen überlässt der Staat den Preismechanismus den Märkten. Bei Marktversagen kann er jedoch durch Preiskontrolle, staatliche Preisfestsetzung mit Höchst- oder Mindestpreisen oder durch Preisstopp eingreifen. Dies geschieht im Rahmen der Eingriffsverwaltung durch Gesetze oder sonstige Rechtsnormen (Dirigismus) in Form eines Markteingriffs. In Zentralverwaltungswirtschaften ist ein staatlicher Preisstopp nicht erforderlich, weil die Preispolitik für Güter und Dienstleistungen ohnehin vom Staat betrieben wird.

## Mechanismus
Der Preismechanismus oder Marktmechanismus eines Marktes wird durch Preisstopps außer Kraft gesetzt. Die freie Preisbildung durch Angebot und Nachfrage wird durch Verbote unterbunden. Höchstpreise schützen die Verbraucher, dürfen nicht überschritten, aber unterschritten werden und liegen stets unter einem gegebenen Marktpreis. Umgekehrt schützen Mindestpreise die Produzenten und dürfen nicht unterschritten, jedoch überschritten werden. Preisstopps gehen häufig mit Rationierungen einher, wenn Knappheit des Güterangebots herrscht. Besonders in Wirtschaftskrisen (etwa Kriegswirtschaft) greift der Staat in die Marktentwicklung ein. Das kann in zwei Formen geschehen. Ein allgemeiner Preisstopp betrifft sämtliche Marktpreise, ein selektiver Preisstopp bezieht sich auf bestimmte Preise (beispielsweise Mieten, Energiepreise).

## Geschichte
So gab es 1936 in der NS-Sozialpolitik einen Preis- und 1938 einen Lohnstopp. Der Preisstopp fixierte alle Preise auf den Stichtag des 17. Oktober 1936, der Lohnstopp begann im Juni 1938. Beide setzten den Allokationsmechanismus des Marktes außer Kraft, dieser wurde durch rigide bürokratische Regelungen ersetzt.
Der Interventionismus des Preisstopps wurde später häufig eingesetzt. So in Australien (1962), Dänemark (1963) oder Großbritannien (1966). In den Niederlanden verfügte die Regierung im April 1969 einen generellen Preisstopp, um die Auswirkungen der Einführung der Mehrwertsteuer abzumildern. Im August 1970 entschloss sich die schwedische Regierung zu einem begrenzten Preisstopp für Lebensmittel. In den USA führte Präsident Richard Nixon im August 1971 einen dreimonatigen Preis- und Lohnstopp während der Ölpreiskrise für Erdöl ein. Das ZK der SED und der Ministerrat beschlossen in der DDR im November 1971 einen Preisstopp für Konsumgüter und Dienstleistungen bis 1975. Großbritannien verhängte im November 1972 nach dem Scheitern einer Übereinkunft über freiwillige Preisdisziplin einen 90-tägigen Preis- und Lohnstopp. Im Oktober 1976 verfügte Paris den totalen Preisstopp für Mieten und Margen, Gebühren und Tarife in Frankreich. Erneut wurden in Frankreich im Juni 1982 unter François Mitterrand befristete Preis- und Lohnstopps verhängt.
Mit dem Gesetz zur Verbesserung der Wirtschaftlichkeit in der Arzneimittelversorgung verfügte die deutsche Regierung im April 2006 einen zweijährigen Preisstopp bis März 2008 auf alle Arzneimittel, die zulasten der gesetzlichen Krankenkassen verordnet wurden. Auch zu den Preisstopps gehören die Mietpreisbindung und der Mietendeckel.

## Wirtschaftliche Aspekte
Ein Preisstopp wird bei Angebotslücken oder Nachfrageüberhängen eingesetzt, um kurzfristig die Inflation zu bremsen und/oder Verbraucherschutz zu betreiben. Während Höchst- und Mindestpreise sowie Rationierungen im Regelfall auf Teilmärkte beschränkt bleiben, wird ein Preisstopp auf eine Vielzahl von Preisen (oft auf alle Preise) verhängt. Werden die Inflationsursachen während des Preisstopps nicht durch die Wirtschaftspolitik bekämpft, setzt sich die Inflation nach Ende des Preisstopps als „zurückgestaute Inflation“ fort, weil der Marktmechanismus wieder funktioniert. Beim Preisstopp wird der Preismechanismus, beim Lohnstopp die Tarifautonomie außer Kraft gesetzt.
Allgemeine Preisstopps sind unbestritten ein untaugliches Mittel zur Bekämpfung der Inflation, wenn sie auf einem Nachfrageüberhang beruhen. Aufgrund der Diskrepanz zwischen Güterangebot und Güternachfrage führt der Stopppreis zu einer Verlängerung der Lieferfristen und zu einer Erhöhung der Lagerbestände von Waren, die schließlich eine Rationierung des Angebots erforderlich machen. Die Diskrepanzen werden unter Umständen auf dem Schwarzmarkt durch höhere Marktpreise abgebaut. Ein allgemeiner und starrer Preisstopp ist langfristig umso schwerer aufrechtzuerhalten, je mehr sich die konjunkturelle Situation von derjenigen am Tage der Verkündung des Preisstopps entfernt. Ist der Preisstopp lediglich eine flankierende Maßnahme zu einem staatlichen Konjunkturprogramm, kann er auch erfolgreich sein wie 1971 in den USA.